# الدعارة في أفغانستان
الدعارة في أفغانستان غير قانونية، وتتراوح عقوباتها من 5 إلى 15 سنة سجن. البلد متدين للغاية وواحد من أكثر البلدان المحافظة في العالم، حيث الجنس خارج الزواج مخالف للقانون ويمكن أن يؤدي إلى الوفاة. على الرغم من القيود، تنتشر الدعارة في أفغانستان وفقًا لمصادر خاصة ورسمية.  تم الإبلاغ عن أنشطة الدعارة في كابول، مزار الشريف، هرات، جلال أباد ومقاطعة جوزجان.
تم تحديد أن الفقر هو القوة الدافعة وراء زيادة الدعارة في أفغانستان. كما تم الإبلاغ عن بعض حالات الدعارة القسرية في أفغانستان. وبحسب الناشطة في مجال حقوق المرأة، مالالاي عثماني، تُسجن مئات من العاملات في الجنس كل عام بزعم أنهن أقامت «علاقات جنسية غير قانونية» في أفغانستان. تم تهريب عدد من النساء من الصين وإيران وباكستان والفلبين وطاجيكستان وأوغندا ودول أخرى من أجل الدعارة إلى أفغانستان.  وطبقاً لإدارة الجرائم الجنسية بوزارة الداخلية الأفغانية، فقد تم إلقاء القبض على ما يقرب من 2 إلى 3 حالات دعارة كل أسبوع في أفغانستان بين عامي 2007 و 2008. كما تم الإبلاغ عن بيع إناث في أجزاء من مقاطعة ننجرهار، حيث أدت الفوضى القانونية إلى ارتكاب جرائم.
في ظل نظام طالبان السابق، كانت الدعارة موجودة في الخفاء في كابول، على الرغم من كونها محظورة بسبب الحكومة التي تتبع تفسيرًا صارمًا للغاية للشريعة الإسلامية . ذكرت ميليسا ديتمور في موسوعة الدعارة والعمل الجنسي أنه خلال فترة حكمهم، ازدهر الاتجار بالنساء من أجل الدعارة. تعمل البغايا في الغالب من منازلهم الخاصة المسماة قلاس وفي كابول كان هناك 25 إلى 30 بيت دعارة مخفي.